# ТЕС Монкальєрі
ТЕС Монкальєрі — теплова електростанція на північному заході Італії у регіоні П'ємонт, метрополійне місто Турин. Модернізована з використанням технології комбінованого парогазового циклу.
У 1955-му на майданчику станції ввели в експлуатацію конденсаційний енергоблок з паровою турбіною потужністю 35 МВт, який у 1966-му доповнили другим блоком з показником у 160 МВт. Крім того, в 1975-му додали встановлену на роботу у відкритому циклі газову турбіну потужністю 36 МВт. Оскільки станція також постачала гарячу воду для системи центрального опалення Турина, блок № 2 міг видавати 200 МВт теплової потужності, а газова турбіна 70 МВт. Крім того, допоміжний водогрійний комплекс повинен був постачати 141 МВт тепла під час пікових навантажень.
Через кілька десятків років станція була модернізована із перетворенням на значно ефективнішу парогазову. Спершу у 2005-му замість виведених з експлуатації блоку № 1 та газової турбіни запустили повністю новий блок № 3 із номінальним показником 383 МВт. Він має одну газову турбіну потужністю 260 МВт, яка через котел-утилізатор живить одну парову турбіну з показником 138 МВт. А в 2009-му змонтували одну газову турбіну потужністю 270 МВт, яка через котел-утилізатор пов'язана із паровою турбіною блоку № 2, переномінованою до показника у 125 МВт.
Загальна паливна ефективність при виробництві електроенергії склала 57 % для парогазового блоку № 3 та 58 % для блоку № 2. При використанні у когенераційному режимі ці показники зростають до 88 % та 90 %, при цьому кожен з блоків здатен видавати в мережу центрального опалення по 260 МВт теплової енергії (у піковому режимі, коли електрична потужність падає до 322 МВт і 345 МВт).
Після модернізації ТЕС, первісно розрахована на спалювання нафти, перейшла на природний газ.
Видалення продуктів згоряння з котла-утилізатора блоку № 3 здійснюється через димар висотою 60 метрів, тоді як котел-утилізатор другого блоку під'єднали до димаря висотою по 70 метрів. Допоміжна водогріна секція має димар висотою 70 метрів.
Зв'язок з енергомережею відбувається по ЛЕП, розрахованій на роботу із напругою 220 кВ.